# Stéphane Courtois
Pour les articles homonymes, voir Courtois.
Stéphane Courtois, né le 25 novembre 1947 à Dreux, est un historien français, professeur à l'Institut catholique de Vendée (ICES) à La Roche-sur-Yon, après une carrière au CNRS. Directeur de collection, il s'est spécialisé dans l'histoire des mouvances et des régimes communistes.

## Biographie

### Engagement à l'extrême gauche
Fils d'instituteur[réf. nécessaire], Stéphane Courtois milite de 1968 à 1971 à l'organisation maoïste Vive le communisme, qui change de nom en 1969 pour Vive la révolution, autour de Roland Castro. Il dirige, un temps, la librairie de cette organisation, « La Commune », rue Geoffroy-Saint-Hilaire à Paris. Il se définit comme ayant été « anarcho-maoïste ». Il suit le parcours d'anciens de l'extrême gauche, devenus partisans de la démocratie représentative à partis multiples et souvent anticommunistes.
Invité en décembre 1980 dans une émission des Dossiers de l'écran consacrée au Parti communiste français, il indique qu'il lui arrive de voter communiste et qu’il se considère donc comme un homme de gauche. Il appelle cependant le parti à se pencher sur son histoire.

### LePCF dans la guerreet la revueCommunisme
Ayant repris des études de droit puis d'histoire, il se fait connaître en 1980 avec la publication de son travail de thèse Le PCF dans la guerre effectuée sous la direction d'Annie Kriegel. C'est avec cette dernière qu'il fonde en 1982 la revue Communisme qui réunit des spécialistes non-communistes du communisme français. Après la mort d'Annie Kriegel, il est le principal animateur de la revue. Stéphane Courtois a été nommé directeur de recherches au CNRS où il a été responsable du « Groupe d'observatoire et d'études de la démocratie » (GEODE). Cette période de la revue Communisme est perçue comme une période extrêmement riche en recherches de toutes sortes, creuset de travaux d'importance publiés dans les années 1980.

### Séjours aux archives du Komintern à Moscou (1992-1994)
En décembre 1991, à la suite de la chute du mur de Berlin et du « Rideau de fer », l'Union soviétique s'effondre, après les régimes communistes des pays d'Europe de l'Est. Cet événement est suivi par l’ouverture, pour quelques années, des archives du Komintern (ou Internationale communiste) aux historiens russes et chercheurs occidentaux.
Il ne lit pas le russe, mais cette ouverture représente pour Stéphane Courtois une occasion pour accéder à des sources inédites permettant de récrire l'histoire du communisme jusque-là imprégnée, selon lui, soit par la propagande des régimes de type soviétique, soit par les hypothèses invérifiables de ses adversaires. Courtois qualifie ce tournant historiographique de « véritable révolution documentaire ». À titre d'exemple, l'étude historique du Parti communiste français (PCF) avait été faite pendant des dizaines d'années non pas sur d'authentiques documents d'archives mais sur la foi de témoignages, comme les mémoires publiés par des membres du PCF (dont Jacques Duclos), car les archives originales du PCF étaient conservées non pas au siège du parti à Paris, mais à Moscou, selon les clauses centralisatrices régissant l'admission au Komintern (conditions d'admission à la IIIe Internationale). En 2006, Courtois édite un ouvrage intitulé Communisme en France. De la révolution documentaire au renouveau historiographique.
Stéphane Courtois effectue son premier séjour aux archives du Komintern, à Moscou, en septembre 1992. Après trois autres séjours, il effectue le dernier en décembre 1994. En 2009, lors d'une conférence, Stéphane Courtois déclare : « Je ne suis pas allé accompagner Le Livre noir du communisme en Russie […] en tout cas je n'y retourne plus depuis déjà pas mal de temps […] je me suis aperçu rapidement que j'étais sous surveillance permanente dans les archives ».
Courtois, en glanant parfois dans les archives des informations spectaculaires[Quoi ?], et en provoquant délibérément des polémiques[pas clair], prend aux yeux de certains auteurs[Lesquels ?] de la revue Communisme une posture en rupture avec les recherches de complémentarité scientifique de cette publication. Dès 1993, une partie importante du comité de rédaction de Communisme quitte la revue.

## Apport à l'histoire des régimes communistes
Si la production historiographique de Courtois d'avant 1995 concerne essentiellement le PCF, il se concentre ensuite davantage sur le Komintern et l'histoire des régimes communistes d'Europe de l'Est. Dans le Livre Noir, sa contribution concernait les aspects criminels de l'action du Komintern. Dans son livre sur Eugen Fried qu'il cosigne avec Annie Kriegel en 1997, l'accent est mis davantage sur le contrôle par le Komintern des partis communistes nationaux et des organisations de masse antifascistes comme Amsterdam-Pleyel, le Secours Rouge ou le Rassemblement universel pour la paix. Dans l'avertissement au lecteur d’Eugen Fried, il est d'ailleurs indiqué que le projet initié en 1984-85 avait été suspendu en 1991 lorsque les archives du Parti communiste d'Union soviétique furent transférées aux archives d'État de la république de Russie. « Dès 1992, Annie Kriegel et Stéphane Courtois sont sur place, à Moscou. Ils feront plusieurs séjours dans la capitale russe et en rapporteront des milliers de page de microfilms… ». L'historienne Sophie Cœuré souligne alors dans sa réception critique de l’ouvrage consacré à Eugen Fried que les deux auteurs s'appuient sur une série impressionnante d'archives inédites et de publications très récentes.
Dans une communication à l'Académie des sciences morales et politiques, Courtois défend la thèse selon laquelle Staline est parfaitement représentatif du régime soviétique instauré à partir de la Révolution de 1917 sous la direction de Lénine :
« Il n’en reste pas moins que dans la phase de fondation du système, de 1917 à 1953, c’est bien l’idéologie qui a commandé la conduite de Lénine puis de Staline… Staline était un authentique bolchevique élevé à l’école du léninisme… Staline n’était donc pas l’obscur apparatchik décrit par Trotsky, mais l’un des collaborateurs directs de Lénine et parmi les plus appréciés pour son soutien sans faille au leader, son sens de la discipline, son sang-froid et sa fermeté de caractère exceptionnels, sa détermination et son absence totale de scrupules et de pitié dans l’action »
Après la publication d’Eugen Fried, Courtois dirige plusieurs projets éditoriaux collectifs, comme Du passé faisons table rase ! Histoire et mémoire du communisme en Europe (2002) qui revient sur la sortie du Livre noir du communisme et apporte des compléments à l'ouvrage, rédigés pour la plupart par des auteurs étrangers, et le Dictionnaire du communisme (2007). En 2008, il contribue au Livre noir de la Révolution française, dans un chapitre consacré aux rapports entre le jacobinisme et le bolchevisme. En 2009, il revient à nouveau sur la question du communisme avec l'ouvrage Communisme et totalitarisme, qui recueille une série de ses articles sur le sujet.
Stéphane Courtois a par ailleurs élargi ses travaux à l'ensemble des totalitarismes. Il organise à ce titre de nombreux colloques internationaux et la direction d'une collection d'abord au Seuil puis aux Éditions du Rocher.

### Influences méthodologiques
Ancien élève de l'historienne française Annie Kriegel, Stéphane Courtois déclare que son ouvrage Communisme et totalitarisme (2009) est construit sur le modèle de plusieurs livres de celle-ci, notamment Le pain et les roses : jalons pour une histoire des socialismes (1968) et Communismes au miroir français (1974). La méthodologie mise au point par Annie Kriegel, et reprise par Stéphane Courtois, consiste à accumuler les étapes de la réflexion du chercheur sous forme de textes qui sont regroupés par thèmes et publiés régulièrement.
Reprenant à son compte le concept d'« atelier de l'histoire » développé par l'historien François Furet, dans son livre éponyme paru en 1982, Stéphane Courtois déclare que « l'historien « sérieux », c'est un artisan qui remet sans cesse sur le métier son travail, parce qu'il est tributaire des sources, des archives, etc. […] et que bien entendu, ces sources, ces archives, elles évoluent en permanence ». Ainsi, l'évolution de cette réflexion permet de construire une vision d'ensemble plus globale et nuancée que celle de départ.

## Le Livre noir du communisme(1997)
Après de nombreuses contributions et ouvrages sur les différentes facettes du communisme français et international, Courtois participe au projet du Livre noir du communisme publié en novembre 1997, dont il est le coordinateur et préfacier. Participent à cet ouvrage Nicolas Werth (agrégé d'histoire et chercheur à l'IHTP spécialiste de l'Union soviétique), Jean-Louis Panné (historien et éditeur chez Gallimard, également l'auteur d'une biographie de Boris Souvarine), Karel Bartošek (chercheur au CNRS et directeur de la revue Nouvelle Alternative), Andrzej Paczkowski (professeur de sciences politiques et membre du conseil des archives du ministère de l'Intérieur). Courtois lui-même est le coauteur d'un article sur le Komintern.

### Contenu duLivre noir
L'ouvrage fait le bilan des crimes perpétrés par les différentes formes de pouvoir s'étant revendiquées du communisme, avec notamment une introduction rédigée par Courtois et intitulée « Les crimes du communisme » dans laquelle ces formes de pouvoir sont tenues pour responsables de la mort de près de 100 millions d'êtres humains.
Extrait : « Les crimes du communisme n'ont pas été soumis à une évaluation légitime et normale tant du point de vue historique que du point de vue moral. Sans doute est-ce ici l'une des premières fois que l'on tente l'approche du communisme en s'interrogeant sur cette question criminelle comme une question à la fois centrale et globale ».
L'ouvrage s'inscrit dans une vision essentialiste du communisme développée par Ernst Nolte selon laquelle ce dernier aurait une nature générale et criminelle par essence.
Dans la préface, Stéphane Courtois se fait le défenseur de la tradition du droit naturel.

### Polémique sur le nombre des victimes
L'un des contributeurs du Livre Noir, Nicolas Werth a reproché à Stéphane Courtois d'avoir, dans sa préface, avancé le chiffre de 20 millions de victimes économiques ou politiques du socialisme en URSS, alors que lui-même n'en dénombrait que 15 millions. Un autre contributeur, Jean-Louis Margolin, a fait remarquer qu'il n'avait jamais parlé d’un million de morts au Viêt Nam, contrairement à ce qu'affirme Stéphane Courtois dans son texte.
La manière d'additionner sans distinction des victimes très disparates mortes dans des guerres civiles, des crises économiques ou même des condamnés de droit commun sur les cinq continents par des régimes divers, pendant plus de 70 ans, a également été discutée. Les auteurs du Siècle des communismes (2000), derrière Claude Pennetier, mettent en cause l'unicité du communisme sous-tendue par le Livre Noir « S'il est un présupposé que cet ouvrage souhaiterait résolument révoquer en doute, bien que comme tout préjugé, il contienne sa part de vérité, c'est celui de l'unicité de ce qu'il est convenu d'appeler le « communisme du XXe siècle ». Du « Passé d'une illusion » aux crimes du communismes, l'erreur première réside dans l'emploi non critiqué de l'article singulier et dans la volonté de réduire, par conséquent, le communisme à « une » propriété fondamentale ». Pour les auteurs de ce livre, il n'y avait pas grand-chose de commun entre la Hongrie de János Kádár et le Cambodge de Pol Pot.
Pour l'historien Jean-Jacques Becker, la préface de Courtois du Livre Noir du communisme procède d'une recherche du sensationnel : « Stéphane Courtois n'est pas seulement un des meilleurs connaisseurs actuels du communisme, c'est un « combattant » qui veut faire de l'histoire « efficace », c'est-à-dire exactement le contraire de l'histoire ».

### Polémique sur la comparaison avec le nazisme
Mais c'est moins le nombre de morts causés par les dictatures se réclamant du communisme que la comparaison avec le nazisme qui a suscité une polémique en France, laquelle reprend dans des termes assez proches la fameuse « querelle des historiens » qui se noua en Allemagne au milieu des années 1980 à la suite d'un article d'Ernst Nolte. Certains auteurs et commentateurs se sont étonnés que Courtois axe une partie de sa préface sur cette comparaison avec le nazisme, alors qu'aucune des contributions n'évoquait la question.
Stéphane Courtois pose la comparaison entre nazisme et communisme comme une question à traiter par les historiens. Il compare ainsi l'organisation des deux mouvements, ainsi que le nombre de victimes attribuées au communisme aux morts causés par le nazisme. Il établit un parallèle entre « génocide de race » nazi et ce qu'il nomme, à la suite d'Ernst Nolte, le « génocide de classe ». Le communisme étant, pour certains de ses partisans, une idéologie égalitaire et humaniste, à la différence du nazisme, plusieurs historiens - à commencer par certains auteurs de l'ouvrage - ont affirmé leur désaccord avec Courtois. Nicolas Werth, notamment, dit que « plus on compare le communisme et le nazisme, plus les différences sautent aux yeux ».
Selon Annette Wieviorka, directrice de recherche au CNRS, « Stéphane Courtois dresse une comparaison de la prise de conscience du génocide juif et de celle du communisme qui n'est qu'un tissu de contrevérités ou d'approximations », soulignant notamment que la Shoah n'est devenue un objet privilégié de la recherche historique que dans les années 1970 et ne s'est imposée dans la mémoire collective que dans les années 1980. Elle cite aussi François Furet (qui aurait dû rédiger la préface s'il n'était pas décédé prématurément) : le génocide des Juifs a « l'affreuse particularité d'être une fin en soi ».
Certains, malgré les démentis répétés du principal intéressé, ont vu dans cette comparaison une assimilation pure et simple, et à ce titre ont jugé bon de la dénoncer. Ainsi le journaliste Benoît Rayski accuse certains intellectuels, dont Stéphane Courtois, Alain Besançon, Ernst Nolte ou Jean-François Revel de vouloir décomplexer l'Occident à propos de la question du nazisme, afin de promouvoir leur propre anticommunisme.

## Principales thèses

### Influences historiographiques
Les travaux de Stéphane Courtois, en particulier Le Livre noir du communisme, se situent dans la continuité du « virage » historiographique amorcé en 1995 par la publication de l'essai de l'historien ex-militant communiste et membre du PCF de 1947 à 1959 François Furet traitant de l'« illusion communiste » et intitulé Le Passé d'une illusion. Essai sur l'idée communiste au XXe siècle.
François Furet avait d'ailleurs accepté de rédiger la préface du Livre noir du communisme mais il est décédé en juillet 1997, quelques semaines seulement, avant d'avoir rendu son texte à Stéphane Courtois.

### «Le communisme est une forme de totalitarisme»
Pour Stéphane Courtois, le communisme est une forme de totalitarisme, au même titre que le fascisme italien et le nazisme allemand, en occultant le fait qu'Hannah Arendt classe également l'impérialisme (dont le colonialisme) dans le totalitarisme. En ce sens il s'oppose à Hannah Arendt et à George L. Mosse. La première fait correspondre la naissance du totalitarisme à l'œuvre en Russie avec l'émergence de Staline (et non de Lénine). Partant de là, elle réduit le totalitarisme communiste à la seule fraction chronologique du « stalinisme ». L'historiographie basée sur cette thèse d'Hannah Arendt, conçue dans les années 1950, est - selon Stéphane Courtois - majoritaire dans l'enseignement du phénomène totalitaire en France au XXIe siècle. Stéphane Courtois déclare « militer » contre cette orientation historiograhique à laquelle il oppose la thèse d'un communisme totalitaire dont les prémices sont la publication du Que faire ? de Lénine dès 1902[réf. nécessaire].
Cette thèse est exposée dans son ouvrage Communisme et totalitarisme (Perrin, 2009) et abordée de manière chronologique (puis thématique dans le dernier opus) dans le quadriptique relatif à une série de colloques dédiés aux régimes totalitaires d'Europe : Quand tombe la nuit : Origines et émergence des régimes totalitaires en Europe (1900-1934) (L'Âge d'Homme, 2001), Une si longue nuit : Apogée des régimes totalitaires en Europe (1935-1953) (éditions du Rocher, 2003), Le jour se lève : Héritage du totalitarisme en Europe (1953-2005) (éditions du Rocher, 2003) et Les logiques totalitaires en Europe (éditions du Rocher, 2006)[réf. souhaitée].
Pour Courtois, « Lénine est l'inventeur du totalitarisme ». Il expose principalement cette thèse dans sa biographie Lénine, l'inventeur du totalitarisme (Perrin, 2017). Elle figurait déjà dans un chapitre de Communisme et totalitarisme (Perrin, 2009). Il reçoit pour cet ouvrage le Grand prix de la biographie politique.

### «Mémoire glorieuse» et «mémoire tragique» du communisme en Europe
Selon Stéphane Courtois, il existe une nette dichotomie dans l'histoire du communisme qui sépare une « mémoire positive » du communisme en Europe de l'Ouest (France, Italie, Espagne, etc.) d'une « mémoire tragique » en Europe de l'Est (Pologne, Roumanie, Pays baltes, etc.). Cette thèse est développée dans l'ouvrage qui fait suite au Livre noir du communisme et qui est intitulé Du passé faisons table rase ! Histoire et mémoire du communisme en Europe (2002).
En France, cette « mémoire positive » ferait écho aux conquêtes sociales du Front populaire, à la participation des communistes aux Brigades internationales durant la guerre d'Espagne puis à la Résistance à l'occupant allemand durant la Seconde Guerre mondiale et à la victoire soviétique sur le nazisme que Stéphane Courtois nomme « le charme universel de Stalingrad » (la victoire soviétique à la bataille de Stalingrad marque le « tournant de la guerre » à l'avantage des Alliés) ; il reprend ici le concept forgé par François Furet de « charme universel d'Octobre », en référence à l'accueil fait par certains à la révolution d'Octobre.
À cela s'opposerait une « mémoire tragique » qui correspond, en Pologne, à son annexion à la suite du pacte germano-soviétique et au massacre de Katyń ; dans les pays baltes, à leur annexion par l'Union soviétique de 1944 à 1990, et, en Roumanie, à l'annexion par l'Union soviétique des régions de Bessarabie et de Bucovine du Nord et à l'instauration d'une dictature de longue durée (45 ans) qui, selon les Commissions d'historiens réunies depuis 1991 pour en dresser le bilan, ont fait près de deux millions de victimes et déporté près de 300 000 personnes en camps de travail, en Roumanie même, ou en Sibérie et au Kazakhstan. Ce profond traumatisme se traduit, en Roumanie, par la création, en 1993, à Sighet, dans une prison utilisée par le régime communiste roumain, d'un lieu de mémoire (institut de recherche, médiathèque, musée et université d'été) unique dans son genre : le « Mémorial des Victimes du Communisme et de la Résistance » (Memorialul Victimelor Comunismului şi al Rezistenţei). Les actes des conférences et discussions soutenues par Stéphane Courtois lors des quatre séjours effectués à ce mémorial, ainsi qu'au Centre d'études de Bucarest, ont été publiés en novembre 2003 sous le titre Courtois La Sighet (Fundatia Academia Civica) et réédités en 2006 (LiterNet).
Dans sa communication tenue en 2007 à l'université d'été de Sighet et intitulée « L'honneur perdu de la gauche européenne », Stéphane Courtois dénonce le rejet par plus des deux-tiers de l'Assemblée Parlementaire du Conseil de l'Europe d'une Résolution et d'une « Recommandation concernant la condamnation des crimes commis par les régimes communistes totalitaires », le 25 janvier 2007,,. Selon Courtois, ce rejet serait représentatif du phénomène qu'Alain Besançon qualifiait en 1997 d'« amnésie et hypermnésie historiques » (amnésie des crimes non-nazis, hypermnésie des crimes nazis) se traduisant par un déni de la « mémoire des victimes d'autres régimes que le nazisme » dans certains États d'Europe occidentale, et empêchant l'avènement de ce qu'il nomme une « réunification mémorielle », qui existe en revanche à Sighet où le monument des victimes de la Shoah en Roumanie, inauguré par Elie Wiesel, se trouve au bout de la même rue à 200 mètres du « Mémorial des Victimes du Communisme et de la Résistance ». Des commémorations et des actions pédagogiques ont lieu en commun.

## Prises de position publiques

### Soutien à l'intervention militaire en Afghanistan et en Irak
Stéphane Courtois est membre du Cercle de l'Oratoire et du comité éditorial de la revue Le Meilleur des mondes. Il est à l'origine d'un appel public à soutenir la guerre d'Afghanistan de 2001, contre le « fondamentalisme musulman ».
Dans l'ouvrage Irak, An I. Un autre regard sur un monde en guerre, Stéphane Courtois dresse un parallèle entre le communisme d'hier et l'islamisme d'aujourd'hui. Intellectuel pro-américain, il estime que dans son fameux discours à l'ONU, Dominique de Villepin, opposé à la guerre d'Irak, a été victime de « réflexes qui se rattachent directement à la propagande soviétique en France. Matraquer US go home pendant cinquante ans, ça laisse des traces ». À la suite de cette guerre en Irak, Stéphane Courtois a jugé que les sévices commis par des soldats américains dans la prison d'Abu Ghraib relevaient d'« à-côtés inévitables d’une guerre ».

### Soutien à Gérard Chauvy
Stéphane Courtois a soutenu Gérard Chauvy dans le procès qui l'opposait à Raymond Aubrac,. François Delpla estime que dans le cadre de cette affaire, « le souci d’« en finir avec le communisme » avait pu égarer Courtois au point de le faire hurler avec les pires loups contre Raymond Aubrac, lors d’une campagne mettant en doute sa qualité de résistant »[source insuffisante].

### Guerre de Vendée
Stéphane Courtois défend la thèse controversée du génocide vendéen. Il considère que les massacres commis en Vendée sont la préfiguration des génocides modernes. Il a postfacé l'ouvrage Vendée, du génocide au mémoricide : mécanique d'un crime légal de Reynald Secher et a préfacé la réédition par ce dernier, de La Guerre de la Vendée et le Système de dépopulation de Gracchus Babeuf.
Il a également participé au film du réalisateur franco-américain Daniel Rabourdin La Rébellion cachée et au documentaire L'Ombre d'un doute : Robespierre, bourreau de la Vendée ?.

## Réception des travaux de Stéphane Courtois à l'étranger
Contestés en France, et dans une moindre mesure dans les pays anglo-saxons[Lesquels ?], les travaux de Stéphane Courtois ont été généralement mieux accueillis dans les anciens régimes communistes d'Europe de l'Est.
Une partie importante de l'œuvre de Stéphane Courtois est traduite en langue roumaine (Le Livre noir du communisme, Une si longue nuit, Dictionnaire du communisme, Communisme et totalitarisme, Le point aveugle de l'histoire européenne, etc.). Depuis 2001, Stéphane Courtois est le recteur de l'école d'Été du Mémorial de Sighet. Ces séjours en Roumanie font partie des missions du Ministère des Affaires étrangères.
En 2000, Kommunismi must raamat, la version estonienne du Livre noir du communisme a été préfacée par le Président de la République Lennart Meri ; cette préface est intitulée « Ombres sur le monde » (« Varjud maailma kohal »). De même, le Premier ministre Mart Laar a participé à cet ouvrage collectif en signant le chapitre additionnel de 80 pages « L'Estonie et le communisme » (Eesti ja kommunism)[réf. souhaitée].
Stéphane Courtois a été décoré du titre honorifique de docteur honoris causa de l'université Libre Internationale de Moldavie (ULIM), située à Chișinău, le 8 juillet 2011.

## Directeur de collection
Outre sa carrière d'historien, Stéphane Courtois est un directeur de collection qui a publié des auteurs comme Ernst Nolte ou Reynald Secher.
Depuis 1995, il est directeur (codirecteur de 1982 à 1995) et cofondateur, avec Annie Kriegel en 1982, de la revue Communisme aux PUF puis aux Éditions L'Âge d'Homme.
Il est cofondateur, avec Nicolas Werth en 1995, de la collection « Archives du communisme » aux éditions du Seuil.
Il est créateur et directeur, de 2002 à 2008, de la collection « Démocratie ou totalitarisme » aux Éditions du Rocher. Cette collection a été transférée aux Éditions du Cerf en 2010 sous le nom de Cerf Politique.
Il est créateur et directeur, depuis 2010, de la collection « Cerf Politique » aux Éditions du Cerf.

## Publications
L'essentiel de l'œuvre de Stéphane Courtois est écrite en français, cependant une partie a été directement publiée en langue étrangère (anglais, allemand, etc.) et certains ouvrages sont traduits en langues étrangères (Le livre noir du communisme compte plus de 30 traductions).

### Ouvrages individuels / ouvrages collectifs (en collaboration «en coll.», sous sa direction «dir.»)
| - 1980 : Le PCF dans la guerre. De Gaulle, la Résistance, Staline…, Ramsay, Paris, 585 p. (ISBN 978-2859561345) - 1987 : Le Communisme avec Marc Lazar, MA éditions, Paris, 276 p. (ISBN 978-2866762445) - 1987 : Qui savait quoi ? L'extermination des juifs 1941-1945 avec Adam Rayski (en coll.), La Découverte, Paris, 235 p. (ISBN 978-2707117052) - 1989 : Le sang de l'étranger. Les immigrés de la MOI dans la Résistance avec Adam Rayski et Denis Peschanski (en coll.), Fayard. Traduction allemande L'Affiche rouge. Immigranten und Juden in der französischen Résistance, Verlag Schwarze Risse, Berlin, 1994 - 1989 : Testament. Après 45 ans de silence, le chef militaire des FTP-MOI de Paris parle… avec Boris Holban (en coll.), Paris, Calmann-Lévy, 1989, 324 p. - 1991 : Comrades and Brothers. Communism and Trade Unions in Europe avec Marc Lazar et Michael Waller (en coll.), Londres, Frank Cass, 204 p. (ISBN 978-0714634210) - 1991 : Cinquante ans d’une passion française. De Gaulle et les communistes avec Marc Lazar (dir.)(en coll.), Paris, Balland, 1991, 342 p. - 1992 : Rigueur & passion. Hommage à Annie Kriegel avec Shmuel Trigano et Marc Lazar (dir.)(en coll.), Éditions du Cerf/L'Âge d'Homme, Paris/Lausanne, 464p. (ISBN 978-2204049474) - 1995 : Histoire du Parti communiste français avec Marc Lazar (en coll.), Presses universitaires de France, Paris, 440 p. (ISBN 978-2130470489 et 978-2130510635) / Histoire du Parti communiste français. 2e édition mise à jour avec Marc Lazar (en coll.), Presses universitaires de France, Paris 2000, 480 p. (ISBN 978-2130510635). 3e édition mise à jour en 2022. - 1995 : Remarques sur un rapport (à propos de l’affaire Pierre Cot), Nanterre, GEODE/Université Paris X, 74 p. - 1997 : Eugen Fried, le grand secret du PCF avec Annie Kriegel (en coll.), Éditions du Seuil, Paris (ISBN 978-2020220507) - 1997 : Le Livre noir du communisme. Crimes, terreur, répression avec Nicolas Werth, Jean-Louis Panné, Andrzej Paczkowski, Karel Bartošek, Jean-Louis Margolin (en coll.), Robert Laffont, Paris, 923 p. (ISBN 978-2221082041, 978-2266086110 et 978-2221088616) - 2001 : Regards sur la crise du syndicalisme avec Dominique Labbé (dir.)(en coll.), L'Harmattan, 222 p. (ISBN 978-2747514620) - 2001 : Quand tombe la nuit. Origines et émergence des régimes totalitaires en Europe, 1900-1934 (dir.), L'Âge d'Homme, Lausanne 416 p. (ISBN 978-2825116104) - 2002 : Du Passé faisons table rase ! Histoire et mémoire du communisme en Europe (dir.), Éditions Robert Laffont, (ISBN 978-2221095003) - 2002 : « Ein Gespenst geht um in Europa ». Das Erbe kommunistischer Ideologien (dir.)(en coll.) avec Uwe Backes, Cologne/Weimar/Vienne, Bölhau Verlag, 2002, 454 p. (ISBN 978-3412150013) - 2003 : Une si longue nuit. L'apogée des régimes totalitaires en Europe, 1935-1953 (dir.), Éditions du Rocher, 532 p. (ISBN 978-2268045825) - 2003 : Courtois la Sighet, Fundatia Academia Civica, Collection : Histoire orale no 3, Bucarest, 2003, 304 p. (ISBN 973-8214181) / Courtois la Sighet, Editura LiterNet, Bucarest, 2006, 185 p. (ISBN 973-7893530) - 2006 : Le Jour se lève. L'héritage du totalitarisme en Europe, 1953-2005 (dir.), Éditions du Rocher, 494 p. (ISBN 978-2268057019) - 2006 : Les Logiques totalitaires en Europe (dir.), Éditions du Rocher, 615 p. (ISBN 978-2268059785) - 2006 : Communisme en France. De la révolution documentaire au renouveau historiographique (dir.), Éditions Cujas, Paris, (ISBN 978-2254076048) - 2007 : Dictionnaire du communisme (dir.), Éditions Larousse, Paris, (ISBN 978-2035837820) - 2009 : Retour sur l'alliance soviéto-nazie, 70 ans après, Fondation pour l’innovation politique, 16 p. (ISBN 978-2917613368) - 2009 : Communisme et totalitarisme, Perrin, Paris, (ISBN 978-2262030803) - 2009 : Le point aveugle de la mémoire européenne. Le 23 août 1939 : l’alliance soviéto-nazie, Fundatia Academia Civica, Bucarest, 142 p. (ISBN 978-9738214514) - 2010 : Le Bolchevisme à la française, Fayard, Paris, (ISBN 978-2213661377) - 2011 : Sortir du communisme. Changer d’époque en Europe (dir.), Paris, Presses universitaires de France, Paris, 660 p., (ISBN 978-2130587675) - 2012 : Démocratie et révolution. Cent manifestes de 1789 à nos jours (dir.)(coll.) Jean-Pierre Deschodt, Yolène Dilas-Rocherieux, Éditions du Cerf/Presses universitaires de l'Institut catholique d'études supérieures, (ISBN 978-2204098014) - 2017 : Lénine, l'inventeur du totalitarisme, Perrin, 502 p. ; Rééd. 2024 - 2018 : Les logiques totalitaires en Europe, Éditions du Rocher - 2022 : Histoire du Parti communiste français, Presses universitaires de France - 2022 : Le Livre noir de Vladimir Poutine, Éditions Robert Laffont, (ISBN 978-2221265383), (avec Galia Ackerman) ; Rééd. 2023 |

### Contributions (préface, postface, chapitre)
- 1992 : introduction in Jeunesse vers l'abîme de Liliane Lévy-Osbert, Études et Documentation Internationales, Paris,  (ISBN 978-2851391056)
- 2000 : préface in Guerre civile européenne 1917-1945 d'Ernst Nolte, Éditions de Syrtes,  (ISBN 978-2845450134)
- 2006 : entretien « La vérité des souterrains » in Le Dossier Kadaré. Suivi de La Vérité des souterrains de Shaban Sinani, Ismaïl Kadaré (en coll.), Odile Jacob, Paris, p. 141-205  (ISBN 978-2738117403)
- 2007 : préface à la version grand public de la thèse de doctorat de Jean-Jacques Gillot Les communistes en Périgord, 1917-1958 (Bordeaux, 2007)
- 2008 : édition établie et présentée par Stéphane Courtois, Fascisme & Totalitarisme, d'Ernst Nolte, Robert Laffont, collection Bouquins, Paris, 1022 p.
- 2008 : chapitre « De la Révolution française à la révolution d'Octobre » in Le Livre noir de la Révolution française de Renaud Escande et al., Cerf, Paris,  (ISBN 978-2204081603)
- 2008 : préface « De Babeuf à Lemkin : génocide et modernité » in La guerre de la Vendée et le système de dépopulation de Gracchus Babeuf, Cerf, Paris,  (ISBN 978-2204087322)
- 2011 : postface in Jalons de Nicolas Berdiaev, Serge Boulgakov, Simon L. Frank, Mikhaïl Guershenzon, Alexandre Izgoev, Bohdan Kistiakovsky, Piotr Struve, Cerf, Paris,  (ISBN 978-2204092715)
- 2011 : chapitre « Furet et Nolte : pour une histoire de l'Europe au XXe siècle » dans François Furet. Révolution française, Grande Guerre, communisme de Christophe Maillard et Pierre Statius, Cerf, Paris,  (ISBN 9782204093279)
- 2011 : postface « Historiens néo-robespierristes et mémoricide de la Vendée » dans Vendée : Du génocide au mémoricide de Reynald Secher, Cerf, Paris,  (ISBN 978-2204095808)
- 2015 : préface de Le Périgord d'une guerre mondiale à l'autre (Gilbert Beaubatie, Jean-Jacques Gillot et al.) Geste édition, La Crêche

## Filmographie
- 2017 : La Rébellion cachée de Daniel Rabourdin : intervenant scientifique

## Distinction
- Chevalier de la Légion d'honneur en 2004[51].

### Récompenses
- Prix Paul-Michel-Perret 1998 de l'Académie des sciences morales et politiques pour Le Livre noir du communisme.
- Grand prix de la biographie politique 2018, pour Lénine, l'inventeur du totalitarisme[52].
- Prix Le Figaro Histoire 2018, pour Lénine, l'inventeur du totalitarisme[53].